# دهستان تیرچایی
دهستان تیرچایی یکی از دهستان‌های استان آذربایجان شرقی است که در بخش کندوان شهرستان میانه واقع شده‌است.